# 大阪劳动局
大阪勞動局（日语：／ Ōsaka rōdōkyoku */?），隷屬於日本厚生勞動省，該局位於大阪府大阪市中央區，鄰近大阪市營地下鐵谷町線谷町四丁目車站，係管轄大阪府的日本都道府縣勞動局之一。

## 所在地
- 大阪勞動局第一廳舍
  - 大阪府大阪市中央區大手前4-1-67大阪合同廳舍第2號館8、9樓
- 大阪勞動局第二廳舍
  - 大阪府大阪市中央區常盤町1-3-8中央大通FN大樓9、14、17、21樓

二址距離只相隔一街之遙，第一廳舍鄰近大阪市營地下鐵谷町線谷町四丁目車站5號出口，第二廳舍近6號出口。

## 組織
局長：綜理勞動局業務
- 總務部：掌管職員人事、會計、勞動保險等業務
  - 總務課、會計課、勞動保險徵收課、勞動保險適用‧事務組合課
- 勞動基準部：處理一般勞動條件、勞災、薪資、違法案件等業務
  - 監督課、安全課、健康課、勞災補償課、賃金課
- 職業安定部：處理求職、畢業生、高齡、身障者雇用政策等業務
  - 職業安定課、職業對策課、雇用保險課、地方訓練受講者支援課
- 雇用環境‧均等室：處理性別平等、母性健康管理等業務
  - 企劃課、指導課
- 需給調整事業部：處理職業介紹、勞動派遣等業務
  - 需給調整事業第1課、需給調整事業第2課

## 管轄
- 大阪府全域

## 關聯設施
- 勞動基準監督署（日语：労働基準監督署）（13署）[1]
  - 大阪中央勞動基準監督署（大阪市中央區）
  - 大阪南勞動基準監督署（大阪市西成區）
  - 天滿勞動基準監督署（大阪市北區）
  - 大阪西勞動基準監督署（大阪市西區）
  - 西野田勞動基準監督署（大阪市此花區）
  - 淀川勞動基準監督署（大阪市淀川區）
  - 東大阪勞動基準監督署（東大阪市）
  - 岸和田勞動基準監督署（岸和田市）
  - 堺勞動基準監督署（堺市）
  - 羽曳野勞動基準監督署（羽曳野市）
  - 北大阪勞動基準監督署（枚方市）
  - 泉大津勞動基準監督署（泉大津市）
  - 茨木勞動基準監督署（茨木市）

- 公共職業安定所（日语：公共職業安定所）（16公共職業安定所）[2]
  - 大阪東公共職業安定所（大阪市中央區）
  - 梅田公共職業安定所（大阪市北區）
  - 大阪西公共職業安定所（大阪市港區）
  - 阿倍野公共職業安定所（大阪市阿倍野區）
  - 淀川公共職業安定所（大阪市淀川區）
  - 布施公共職業安定所（東大阪市）
  - 堺公共職業安定所（堺市）
  - 岸和田公共職業安定所（岸和田市）
  - 池田公共職業安定所（池田市）
  - 泉大津公共職業安定所（泉大津市）
  - 河內柏原公共職業安定所（柏原市）
  - 枚方公共職業安定所（枚方市）
  - 泉佐野公共職業安定所（泉佐野市）
  - 茨木公共職業安定所（茨木市）
  - 河內長野公共職業安定所（河内長野市）
  - 門真公共職業安定所（門真市）

- 綜合勞動相談室

大阪勞動局尚設有「綜合勞動相談室」(総合労働相談コーナー)，提供民眾洽詢相關業務，目前共計有14間。
- 外國人員工相談專櫃

設於大阪市中央區局本部，有關外國人在日本工作問題的諮詢，服務時間及語言：

星期一：英語

星期三：英語、中國語、葡萄牙語

星期四：葡萄牙語

- 大阪外國人僱用服務中心[5]

位於大阪市北區角田町8-47阪急商業大樓16樓
 
服務語言有：英語、中國語、葡萄牙語、西班牙語

## 行政指導
九州大學繩田健悟講師率領研究小組，指出人之血型與性格並無關聯，日本厚生勞動省同樣認為，一人之血型與其職務能力沒有關係，大阪勞動局曾進行行政指導，要求企業主不要再詢問求職者血型。

## 參照
- 厚生勞動省

## 外部連結
- 大阪勞動局